# Rubus vulcanicola
Rubus vulcanicola är en rosväxtart som beskrevs av Per Axel Rydberg. Rubus vulcanicola ingår i släktet rubusar, och familjen rosväxter. Inga underarter finns listade i Catalogue of Life.